# Grant (Nebraska)
Pour les articles homonymes, voir Grant.
La ville de Grant est le siège du comté de Perkins, dans l’État du Nebraska, aux États-Unis. Sa population s’élevait à 1 165 habitants lors du recensement de 2010, estimée à 1 115 habitants en 2016.